# Космический сплав
«Космический сплав» — советский широкоформатный научно-фантастический фильм 1964 года режиссёра Т. Левчука.

## Сюжет
Фильм является классическим образцом так называемой производственной фантастики ближнего прицела. В нём рассказывается о создании советскими учёными-ракетчиками и работниками металлургического завода нового сверхпрочного сплава, необходимого для создания советских космических кораблей.

## В ролях
| Актёр               | Роль               |
| ------------------- | ------------------ |
| Валериан Виноградов | Матвей Шапкин      |
| Александр Ханов     | Иван Шапкин        |
| Алексей Максимов    | Павел Кареджи      |
| Нина Веселовская    | Людмила Кареджи    |
| Николай Рыжов       | Шершавин           |
| Михаил Сидоркин     | Денисов            |
| Всеволод Сафонов    | Гаврюшин           |
| Александр Толстых   | Сидоркин           |
| Григорий Михайлов   | парторг Ушаков     |
| Виктор Полищук      | начальник цеха     |
| Николай Крюков      | Григорий Петрович  |
| Владимир Емельянов  | директор института |
| Александр Мовчан    | Рыбослед           |

### В эпизодах
| Актёр              | Роль      |
| ------------------ | --------- |
| Неонила Гнеповская |           |
| Пётр Аржанов       |           |
| Юрий Лавров        |           |
| Лев Перфилов       | секретарь |
| Гурген Тонунц      |           |
| Сергей Сибель      |           |

### Нет в титрах
| Актёр                 | Роль                |
| --------------------- | ------------------- |
| Константин Барташевич | генерал             |
| Наталия Гебдовская    | секретарь директора |

## Съёмочная группа
- Автор сценария: Аркадий Первенцев
- Режиссёр: Тимофей Левчук
- Оператор: Владимир Войтенко
- Художник: Алексей Бобровников
- Композитор: Герман Жуковский